# Lijst van schrijvers van Doctor Who
Dit is een lijst van schrijvers van afleveringen van de sciencefictionserie  Doctor Who .

## A
- Ben Aaronovitch
- Douglas Adams
- David Agnew, collectief pseudoniem van Graham Williams en Anthony Read
- Norman Ashby, collectief pseudoniem van Mervyn Haisman en Henry Lincoln

## B
- Christopher Bailey
- Bob Baker
- Jane Baker
- Pip Baker
- Christopher H. Bidmead
- Ian Stuart Black
- Robin Bland, collectief pseudoniem van Terrance Dicks en Robert Holmes
- Chris Boucher
- Ian Briggs
- Johnny Byrne

## C
- Chris Chibnall
- Kevin Clarke
- Barbara Clegg
- Anthony Coburn
- Paul Cornell
- Donald Cotton
- Graeme Curry

## D
- Russel T Davies
- Gerry Davis
- Terrance Dicks
- Terence Dudley

## E
- David Ellis
- William Emms
- Paul Erickson

## F
- David Fisher
- John Flanagan
- Phil Ford

## G
- Neil Gaiman
- Stephen Gallagher
- Mark Gatiss
- Matthew Graham
- Stephen Greenhorn
- Peter Grimwade

## H
- Mervyn Haisman
- Stephen Harris, collectief pseudoniem van Robert Holmes en Lewis Greifer
- Brian Hayles
- Robert Holmes
- Don Houghton
- Malcolm Hulke

## J
- Matthew Jacobs
- Elwyn Jones
- Glyn Jones
- Matt Jones

## K
- Malcolm Kohll

## L
- Guy Leopold, collectief pseudoniem van Robert Sloman en Barry Letts
- Barry Letts
- Henry Lincoln
- Peter Ling
- John Lucarotti

## M
- Tom MacRae
- Louis Marks
- Dave Martin
- Philip Martin
- Glen McCoy
- Andrew McCulloch
- Steven Moffat
- James Moran
- Paula Moore
- Rona Munro

## N
- Terry Nation
- Peter R. Newman
- Simon Nye

## O
- Geoffrey Orme

## P
- Kit Pedler
- Victor Pemberton
- Marc Platt
- Eric Pringle

## R
- Trevor Ray
- Helen Raynor
- Anthony Read
- Gareth Roberts

## S
- Eric Saward
- Lesley Scott
- Robert Shearman
- Derrick Sherwin
- Robert Sloman
- Andrew Smith
- Dennis Spooner
- Anthony Steven
- Robert Banks Stewart
- Bill Strutton

## T
- Keith Temple
- Stephen Thompson
- Donald Tosh

## W
- C.E. Webber
- David Whitaker
- Toby Whithouse
- Graham Williams
- Stephen Wyatt